# RM-2 (Spanje)

De RM-2

De RM-2 of Autovía Alhama-Campo de Cartagena is een autovía in Murcia en verbindt Alhama de Murcia (A-7) met Lobosillo (Campo de Cartagena) (A-30). De snelweg is 36 kilometer lang en werd in 2008 geopend.